# Comando de Base Aérea 2/XII
El Comando de Base Aérea 2/XII (Flug-Hafen-Bereichs-Kommando 2/XII) fue una unidad de la Luftwaffe durante la Segunda Guerra Mundial.

## Historia
Fue formado el 1 de julio de 1939 en Wiesbaden-Erbenheim como Comando de Base Aérea Wiesbaden. El 30 de marzo de 1941 es renombrado Comando de Base Aérea 2/XII. El 15 de junio de 1944 es reasignado al Comando de Base Aérea 13/VII.

## Comandantes
- Teniente coronel Martin Altermann – (1 de abril de 1941 - ?)
- Coronel Hans-Joachim von Arnim – (1 de septiembre de 1943 – 15 de junio de 1944)

## Servicios
- julio de 1939 – mayo de 1943: en Wiesbaden-Erbenheim bajo el XII Comando Administrativo Aéreo.
- mayo de 1943 – abril de 1944: en Gelnhausen bajo el XII Comando Administrativo Aéreo.
- abril de 1944 – junio de 1944: en Gelnhausen bajo el XII Comando Administrativo Aéreo.

## Orden de Batalla

### Unidades
- Comando de Aeródromo Wiesbaden-Erbenheim
- Comando de Aeródromo Ailertchen
- Comando de Aeródromo Breitscheid
- Comando de Aeródromo Herzhausen
- Comando de Aeródromo Lippe
- Comando de Defensa de Aeródromo A 1/XII en Darmstadt-Erbenheim (febrero de 1943 – abril de 1944)
- Comando de Defensa de Aeródromo A 2/XII en Nidda (febrero de 1943 – abril de 1944)
- Comando de Defensa de Aeródromo A 3/XII en Biblis (febrero de 1943 – abril de 1944)
- Comando de Defensa de Aeródromo A 4/XII en Eschborn (febrero de 1943 – abril de 1944)
- Comando de Defensa de Aeródromo A 5/XII en Maguncia-Finthen (febrero de 1943 – abril de 1944)
- Comando de Defensa de Aeródromo A 6/XII en Fráncfort del Meno/Rin-Meno (febrero de 1943 – abril de 1944)
- Comando de Defensa de Aeródromo A 7/XII en Gelnhausen (febrero de 1943 – abril de 1944)
- Comando de Defensa de Aeródromo A 31/XII en Langendiebach (febrero de 1943 – abril de 1944)
- Comando de Defensa de Aeródromo A 32/XII en Giessen (febrero de 1943 – abril de 1944)
- Comando de Aeródromo A (o) 4/XII en Wiesbaden-Erbenheim (abril de 1944 – junio de 1944)
- Comando de Aeródromo A (o) 5/XII en Giessen (abril de 1944 – junio de 1944)
- Comando de Aeródromo A (o) 6/XII en Langendiebach (abril de 1944 – junio de 1944)
- Comando de Aeródromo A (o) 7/XII en Maguncia-Finthen (abril de 1944 – junio de 1944)
- Comando de Aeródromo A (o) 8/XII en Mannheim-Sandhofen (abril de 1944 – junio de 1944)
- Comando de Aeródromo A (o) 9/XII en Fráncfort del Meno/Rin-Meno (abril de 1944 – junio de 1944)
- Comando de Aeródromo A (o) 10/XII en Giebelstadt (abril de 1944 – junio de 1944)
- Comando de Aeródromo A (o) 11/XII en Kitzingen (abril de 1944 – junio de 1944)
- Comando de Aeródromo A (o) 20/XII en Schweinfurt (abril de 1944 – junio de 1944)